# Jan Jambon
Johan (Jan) Jambon (ur. 26 kwietnia 1960 w Genk) – belgijski i flamandzki polityk, samorządowiec i informatyk, przewodniczący frakcji poselskiej Nowego Sojuszu Flamandzkiego, w latach 2014–2018 i od 2025 wicepremier oraz minister w rządzie federalnym, w latach 2019–2024 minister-prezydent Regionu Flamandzkiego (premier Flandrii).

## Życiorys
Ukończył w 1984 studia informatyczne na Vrije Universiteit Brussel. Pracował w sektorze prywatnym, m.in. jako dyrektor zarządzający w przedsiębiorstwie BCC zajmującym się obsługą systemu kart kredytowych.
Zaangażował się w działalność polityczną w ramach Nowego Sojuszu Flamandzkiego. W 2007 po raz pierwszy został członkiem Izby Reprezentantów, uzyskiwał reelekcję w wyborach w 2010, 2014 i 2019. W niższej izbie belgijskiego parlamentu objął stanowisko przewodniczącego frakcji poselskiej swojego ugrupowania. Jednocześnie był radnym i członkiem egzekutywy miejskiej (schepen) w Brasschaat (2007–2013), obejmując następnie stanowisko burmistrza tej miejscowości.
W październiku 2014 powołany na stanowiska wicepremiera oraz ministra spraw wewnętrznych w koalicyjnym rządzie federalnym, na czele którego stanął Charles Michel. Zakończył urzędowanie w grudniu 2018, gdy jego partia opuściła koalicję rządową.
W październiku 2019, po trwających kilka miesięcy negocjacjach, objął stanowisko nowego premiera Flandrii. W 2024 został wybrany do Parlamentu Flamandzkiego. Urząd premiera sprawował do września tego samego roku. W lutym 2025 wszedł w skład nowego rządu Belgii, na czele którego stanął lider N-VA Bart De Wever. Powierzono mu stanowiska wicepremiera oraz minister finansów i emerytur, a także przekazano mu odpowiedzialność za loterię narodową i federalne instytucje kultury.

## Życie prywatne
Jan Jambon jest żonaty, ma czwórkę dzieci.